# ジー・リンク
株式会社 ジー・リンクは、北海道札幌市中央区に本社がある日本の出版社。

## 概要
- 沿革 1999年4月2日 設立
- 代表取締役　岡本 寿則
- 本社所在地 札幌市中央区大通西9丁目 キタコー大通公園ビル2F　みどりの電社内

## コンセプト
- GAINFUL： 利益を提案します。
- GREAT：多方面にリンクし大いなる力を模索します。
- GLOBAL：地域から世界へ発信します。
- GODZILLA：奇想天外な発想力・子どものような自由心。

## 事業内容
北海道を中心とした出版、編集、ホームページ、印刷物のデザイン制作、メディア計画。
道内の教育・食育・習い事・飲食店・パークゴルフ情報・占い師・ヒーラー情報誌を出版している。

## 主な雑誌
- 『占い堂本店』
- 『パークゴルフ場pocketガイド』
- 『ジョイ・ジュニア』
- 『エンジョイ！！』

他、多数。